# 光影風暴娛樂
光影風暴娛樂（英語：Lightstorm Entertainment）是一家美國製作公司，由電影製片人詹姆斯·卡梅隆和製片人勞倫斯·卡薩諾夫於1990年創立。其作品包括卡梅隆的電影《終結者2：審判日》、《泰坦尼克号》和《阿凡達》系列；卡梅隆聘請其他電影製作人在Lightstorm旗下製作和導演電影。

## 外部連結
维基共享资源上的相關多媒體資源：光影風暴娛樂
- 互联网电影数据库上光影風暴娛樂的资料（英文）